# Guentherus altivela
Guentherus altivela é uma espécie de peixe pertencente à família Ateleopodidae.
A autoridade científica da espécie é Osório, tendo sido descrita no ano de 1917.

## Portugal
Encontra-se presente em Portugal, onde é uma espécie nativa.

## Descrição
Trata-se de uma espécie marinha. Atinge os 200 cm de comprimento total nos indivíduos do sexo masculino.